# Biserica de lemn din Pietroasa de Sus

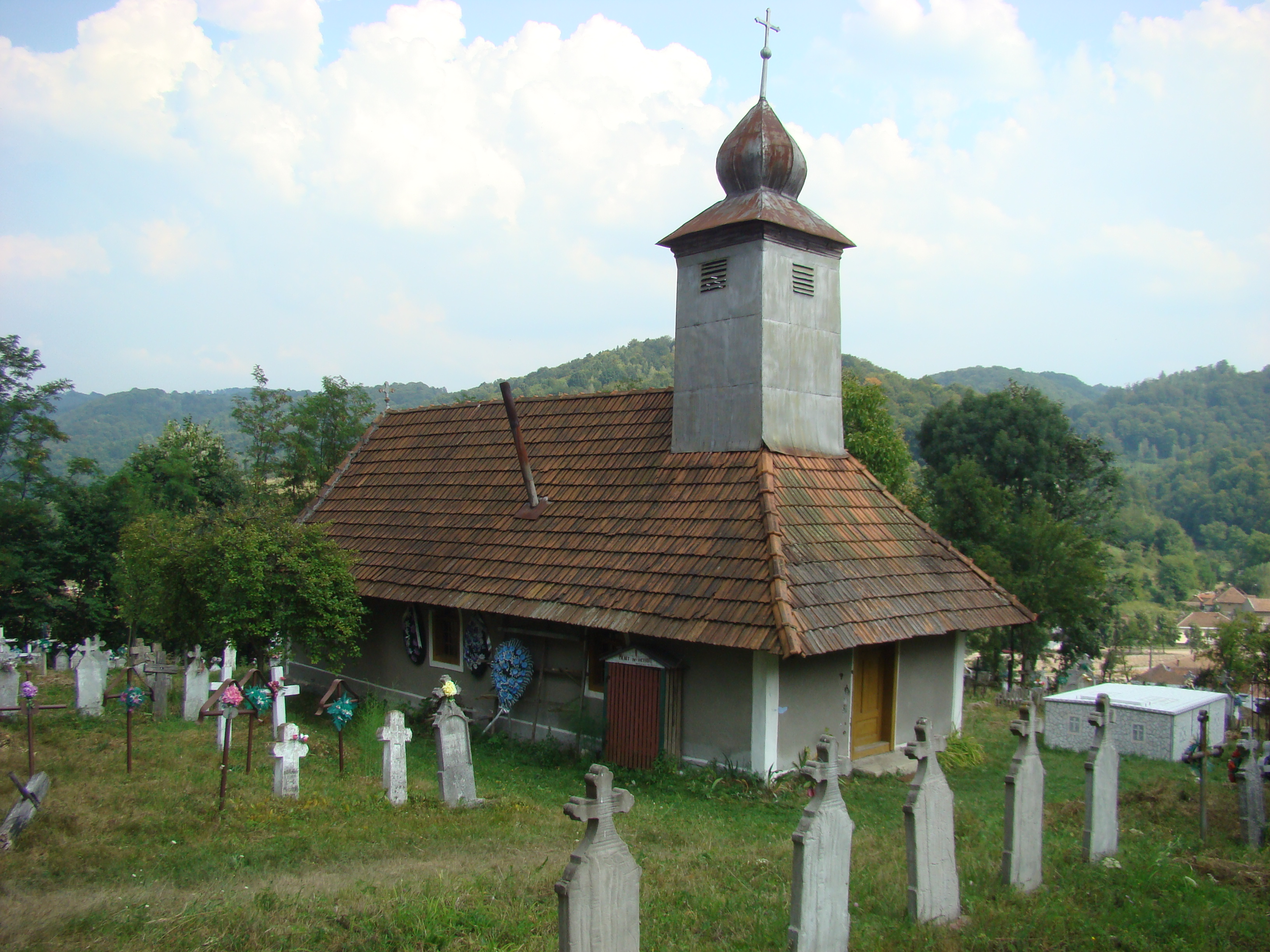
Biserica de lemn „Adormirea Maicii Domnului” din Pietroasa de Sus, comuna Pietroasa, județul Timiș, foto: august 2009.

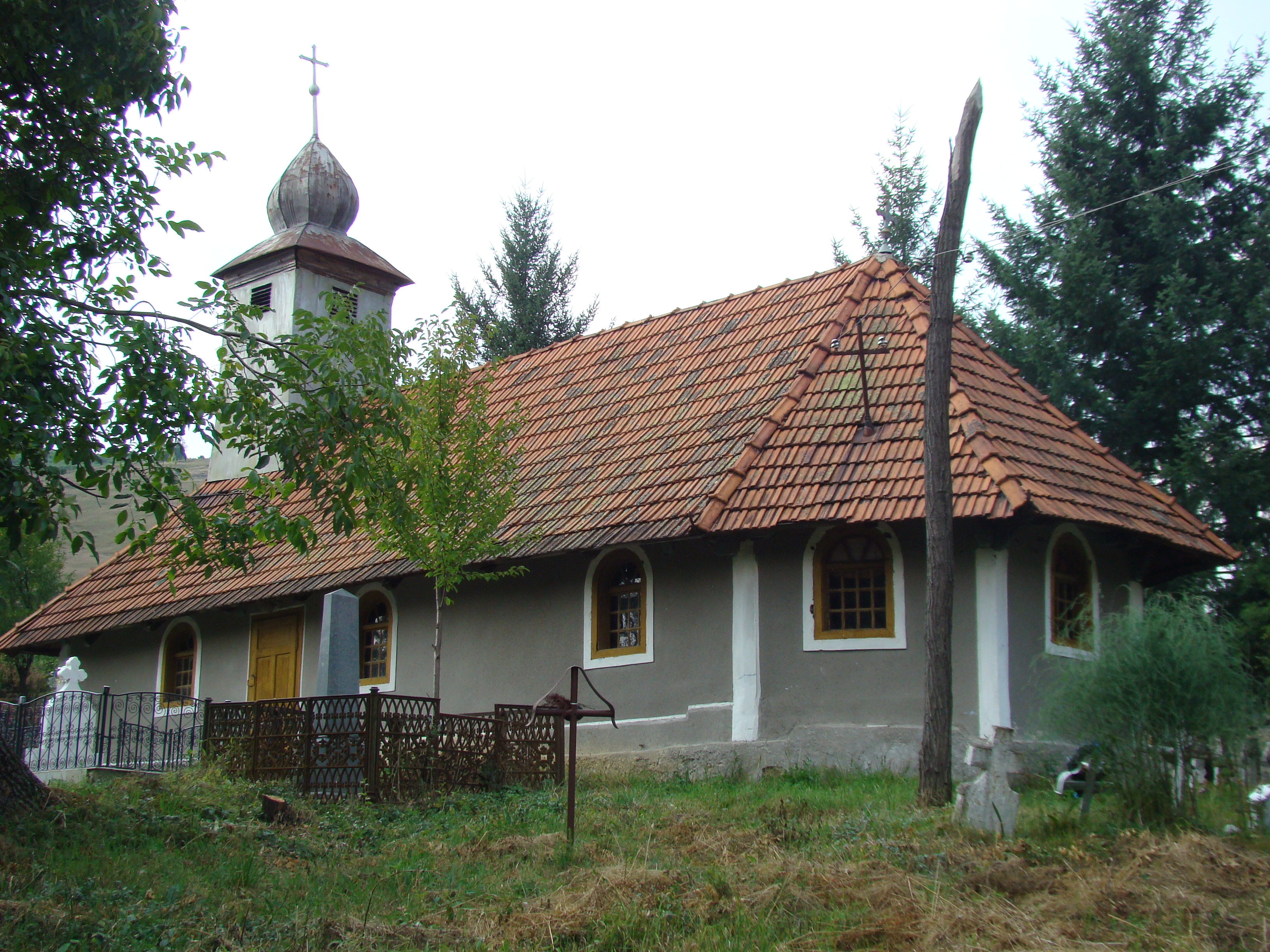
Biserica de lemn „Adormirea Maicii Domnului” din Pietroasa de Sus, comuna Pietroasa, județul Timiș, foto: august 2009.

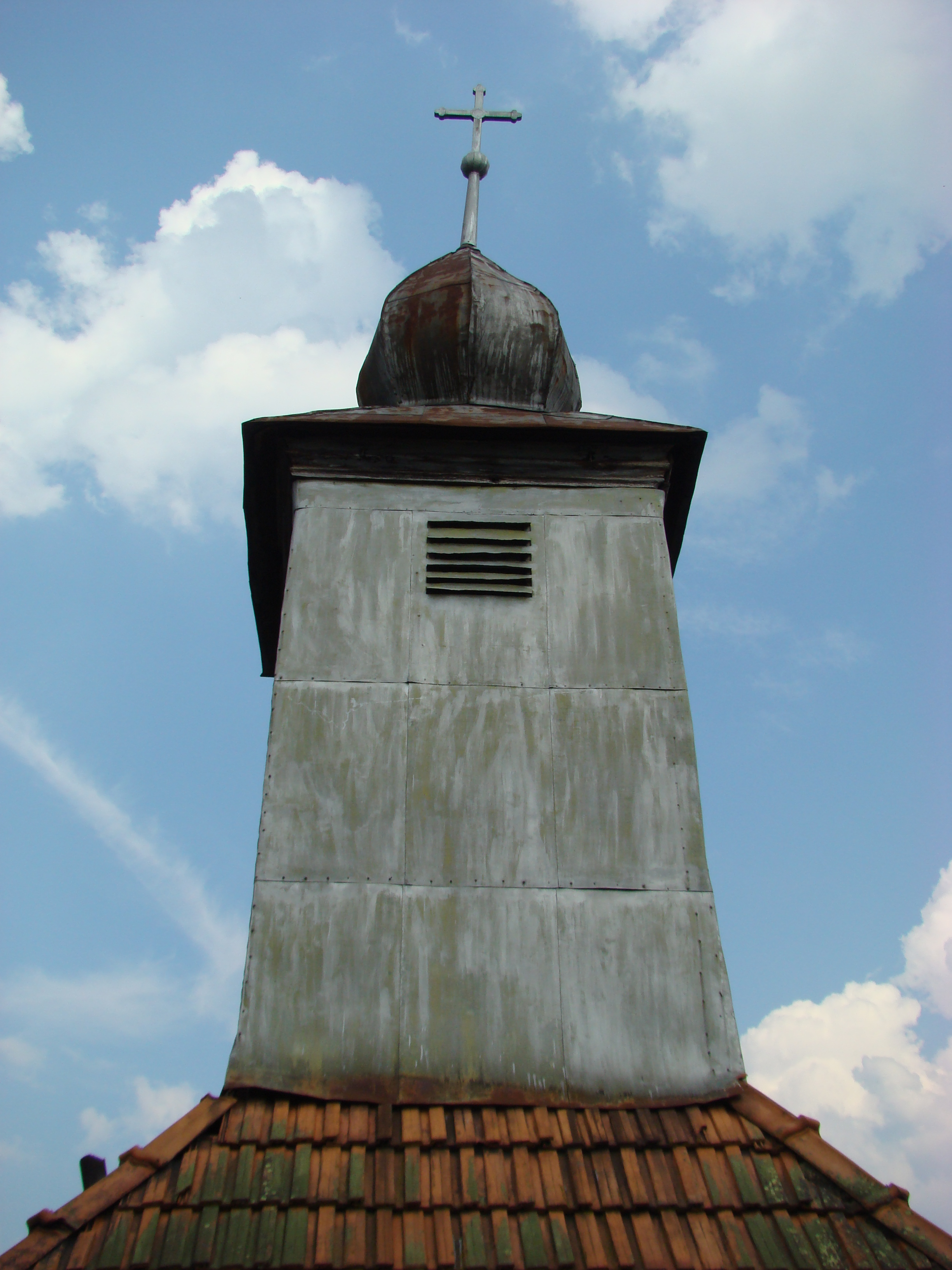
Turnul prismatic de pe pronaos, cu bulb de inspirație barocă

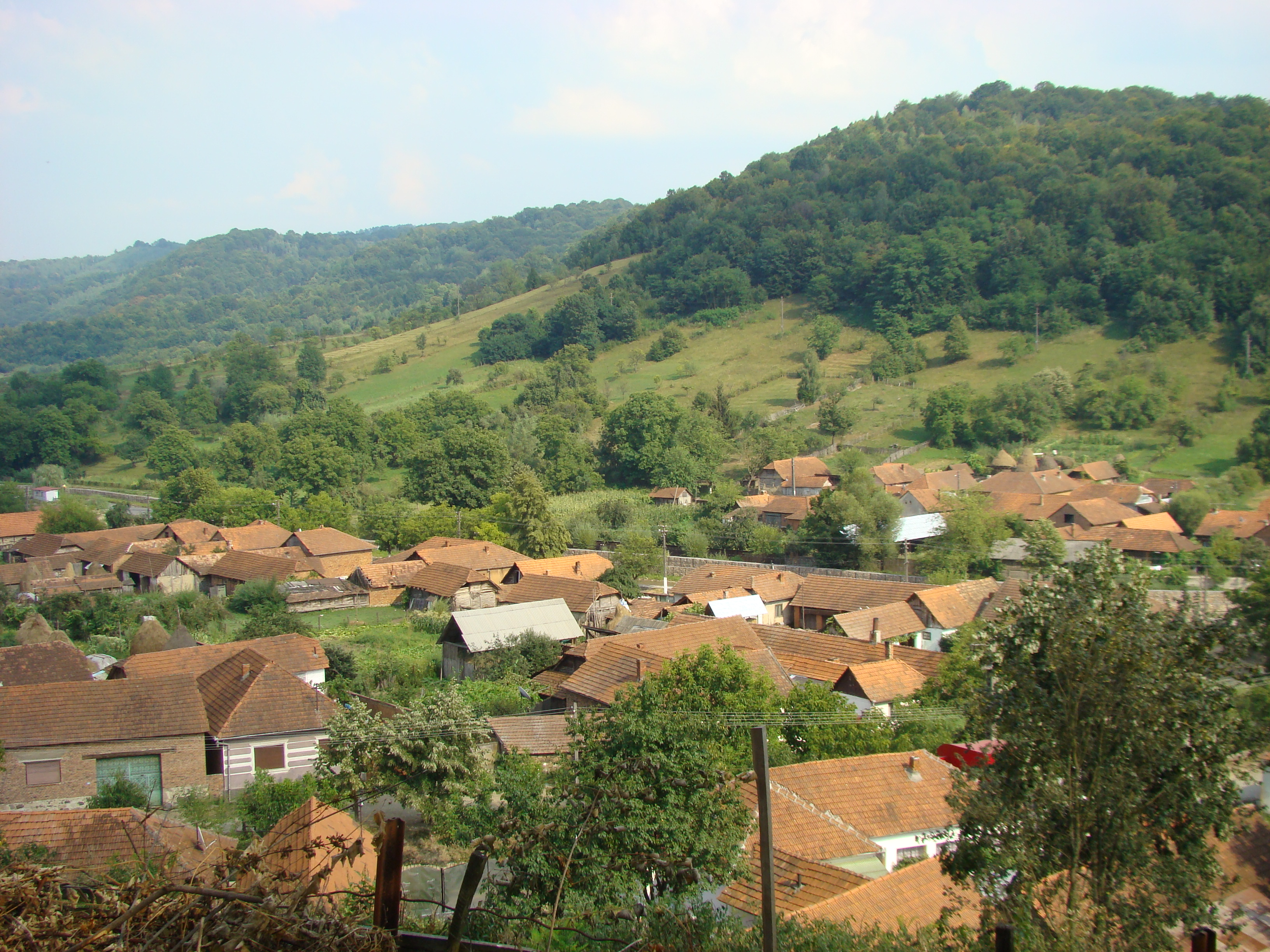
Vedere panoramică de pe dealul bisericii

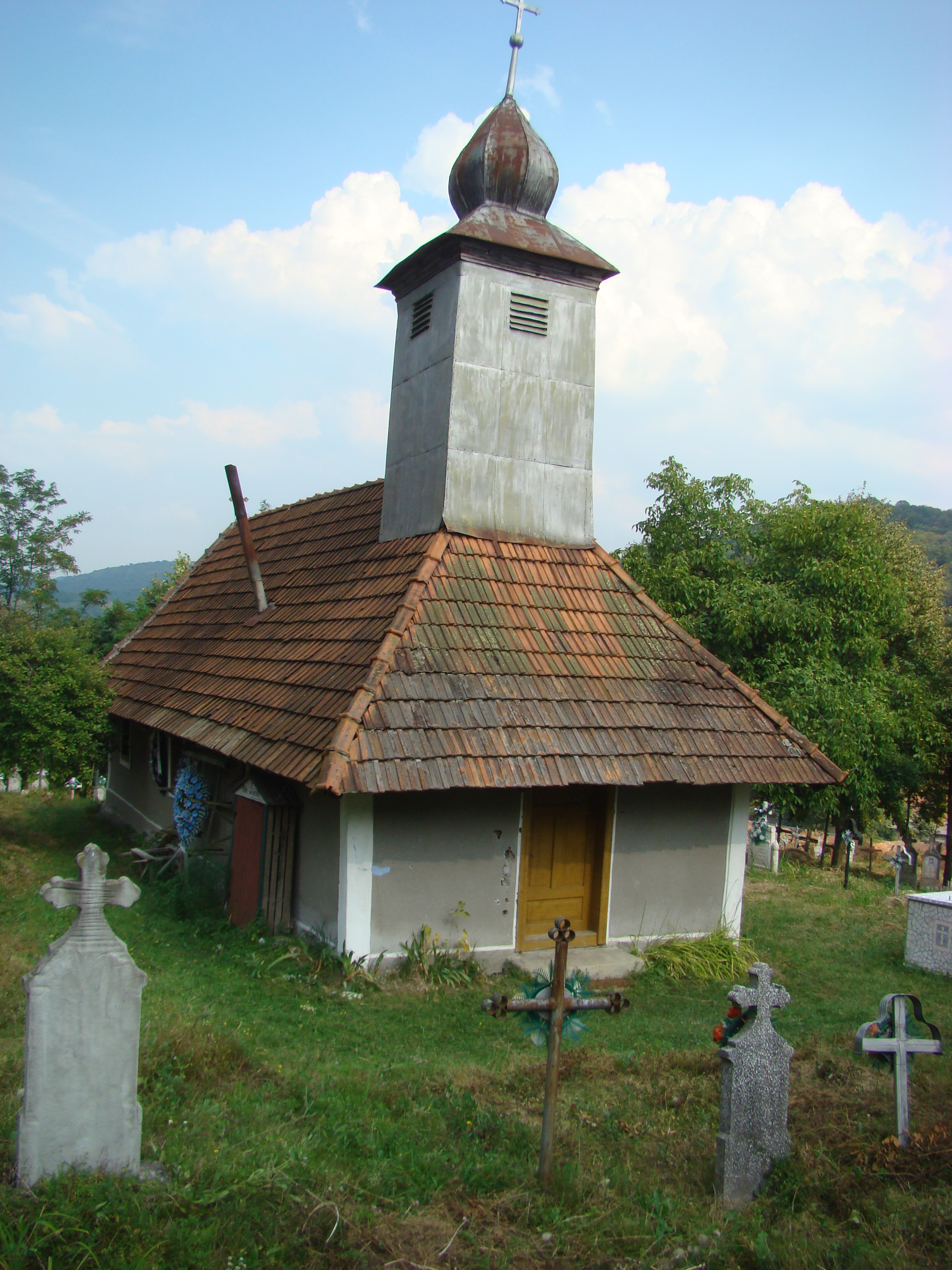
Biserica (nord-vest)

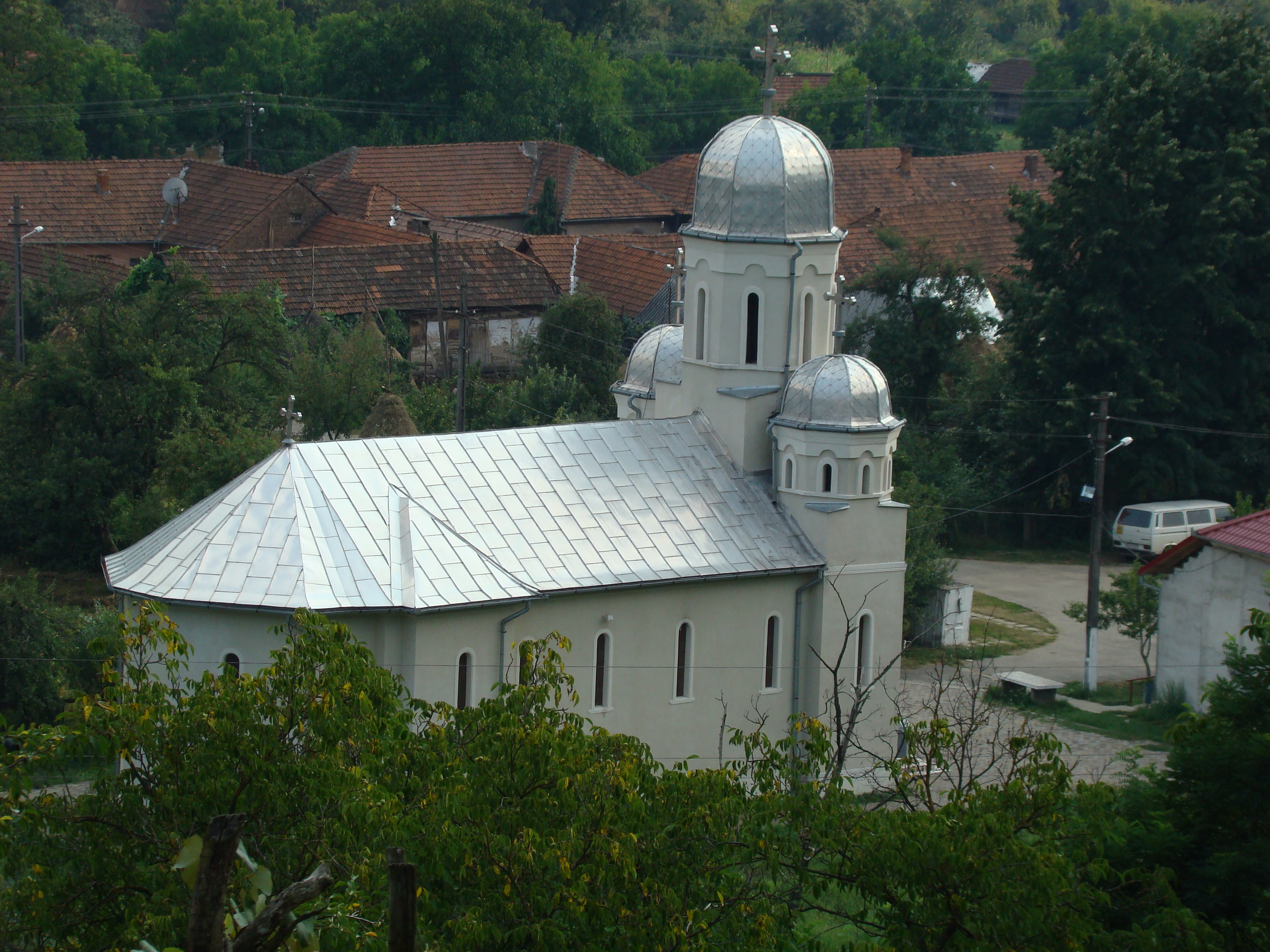
Biserica nouă, de zid, din Pietroasa

Biserica de lemn din Pietroasa de Sus, comuna Pietroasa, județul Timiș a fost construită în anul 1779. Are hramul „Adormirea Maicii Domnului” și se află pe noua listă a monumentelor istorice sub codul LMI  TM-II-m-B-06273.

## Istoric și trăsături
Pe valea superioară a Begheiului, pe brațul denumit „Bega caldă", situată între Curtea și Crivina de Sus, localitatea Pietroasa de Sus este atestată documentar în anii 1514-1516, când făcea parte din proprietățile lui George de Brandemburg. Conscripția din 1717 o amintește cu 15 case în districtul Făgetului. Tradiția locală păstrează versiunea că satul a fost întemeiat de două familii de pietrari veniți din ținutul Hunedoarei vecine, deoarece aici au găsit piatră bună pentru tăiatul pietrelor de moară. Și într-adevăr, până în pragul veacului XX, locuitorii de-aici erau vestiți până departe în cioplitul pietrelor de moară. Aceeași tradiție susține că de la îndeletnicirea respectivă și-a luat numele localitatea.
Biserica de lemn este situată în mijlocul cimitirului, pe o colină ce domină așezarea dinspre nord. Tot tradiția păstrată de locuitori, ne semnalează că lăcașul cu hramul „Adormirea Maicii Domnului" ar fi fost adus pe la începutul veacului al XIX-lea din valea „Slăvești", atunci când satul a fost sistematizat și așezat de-a lungul văii.
Pereții monumentului sunt lucrați din lemn de gorun, dar cu lipituri de lut, atât la exterior, cât și la interior. Din punct de vedere planimetric se înscrie tipului I. Tinda scurtă este tăvănită, nava acoperită cu o boltă „a boutte", altarul acoperit identic cu cel de la Margina. Majoritatea surselor indică pentru ridicarea lăcașului anul 1779. Tipul de plan, proporțiile armonioase și frumoasele multiconsole de la îmbinările ultimelor cununi de bârne de la altar, par să justifice această datare. Biserica a suferit însă o restaurare incisivă cândva pe la începutul secolului XX, restaurare care a adus modificări serioase monumentului inițial, în primul rând învelitoarea acoperișului de șindrilă a fost schimbată cu țiglă profilată, iar acoperișul turnului prismatic de pe pronaos, deși imită un bulb de inspirație barocă, a fost îmbrăcat cu tablă zincată. Au fost mărite și ferestrele, care în partea superioară prezintă deschideri semicirculare. Tot cu aceeași ocazie se pare că bolta naosului și altarul au fost repictate, lucrare de slabă calitate artistică, cu multe spații libere, acoperite de steluțe.
În cimitirul din jurul lăcașului se mai pot vedea vechi cruci de lemn și piatră lucrate artistic, semne ale îndeletnicirii de odinioară a locuitorilor.

### Studii regionale
- Miloia, Ioachim (1933). „Bisericile de lemn din Banat”. Vestul. 1933.
- Oprișa, I. Longhin (1965). „Bisericile de lemn, monumente istorice din arhiepiscopia Timișoarei și Caransebeșului”. Mitropolia Banatului (1-3).
- Cristache-Panait, Ioana și Dimitriu, Florica (1971). „Bisericile de lemn ale Banatului”. Mitropolia Banatului. 1971 (10-12): 550–564.
- Săcară, Nicolae (2001). Bisericile de lemn ale Banatului. Timișoara: Excelsior. 973-592-050-6.

## Imagini din exterior

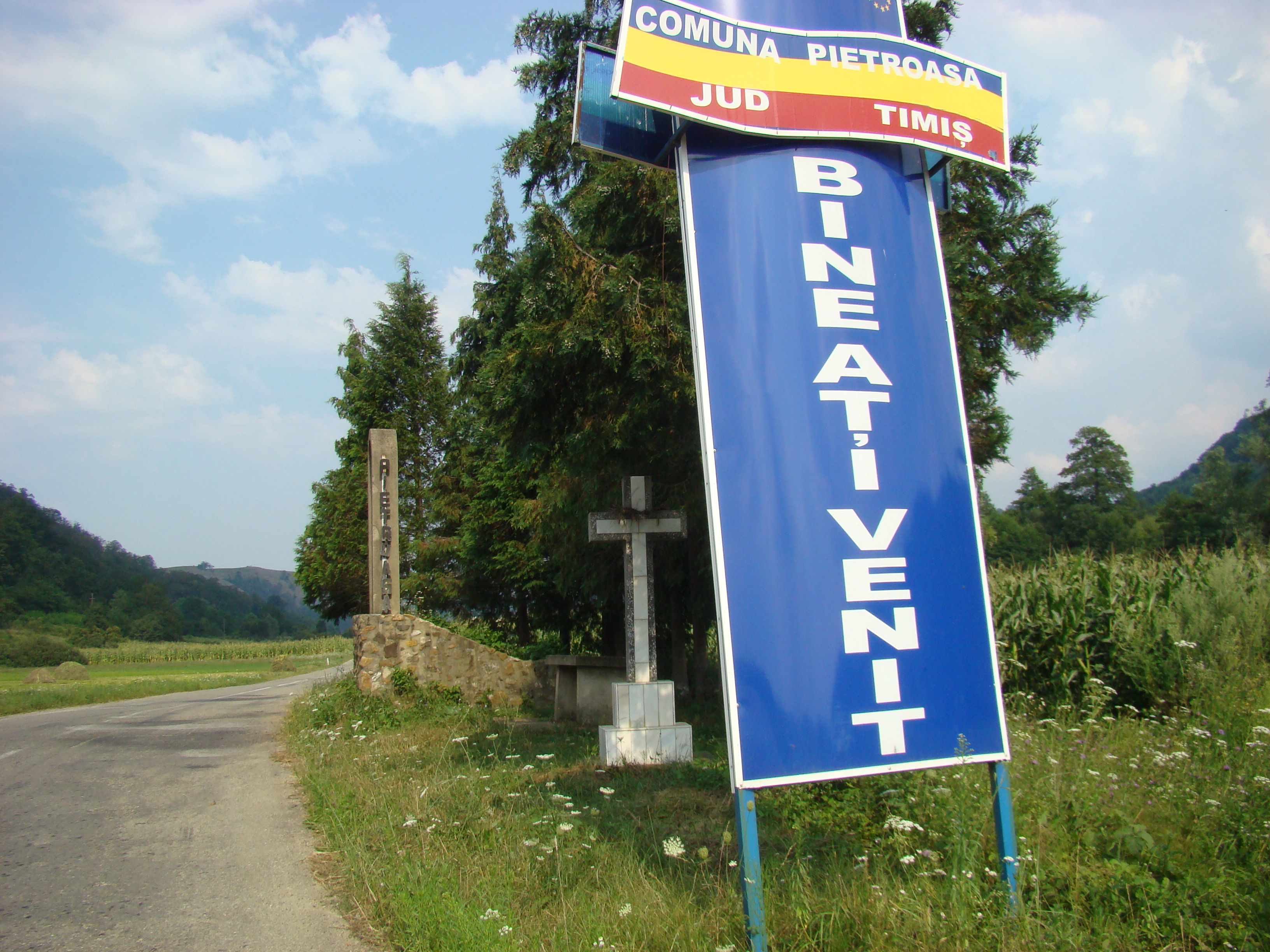
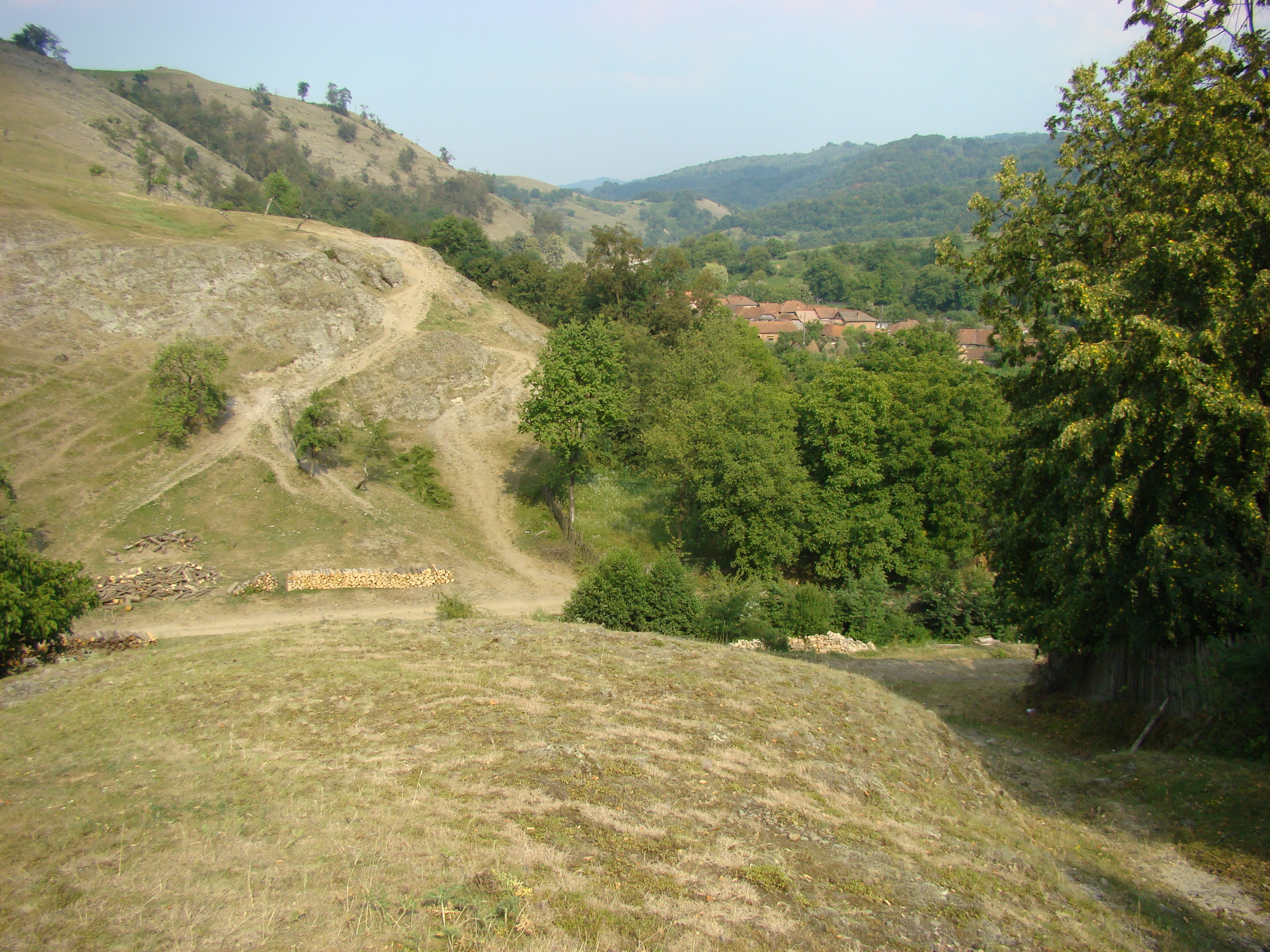
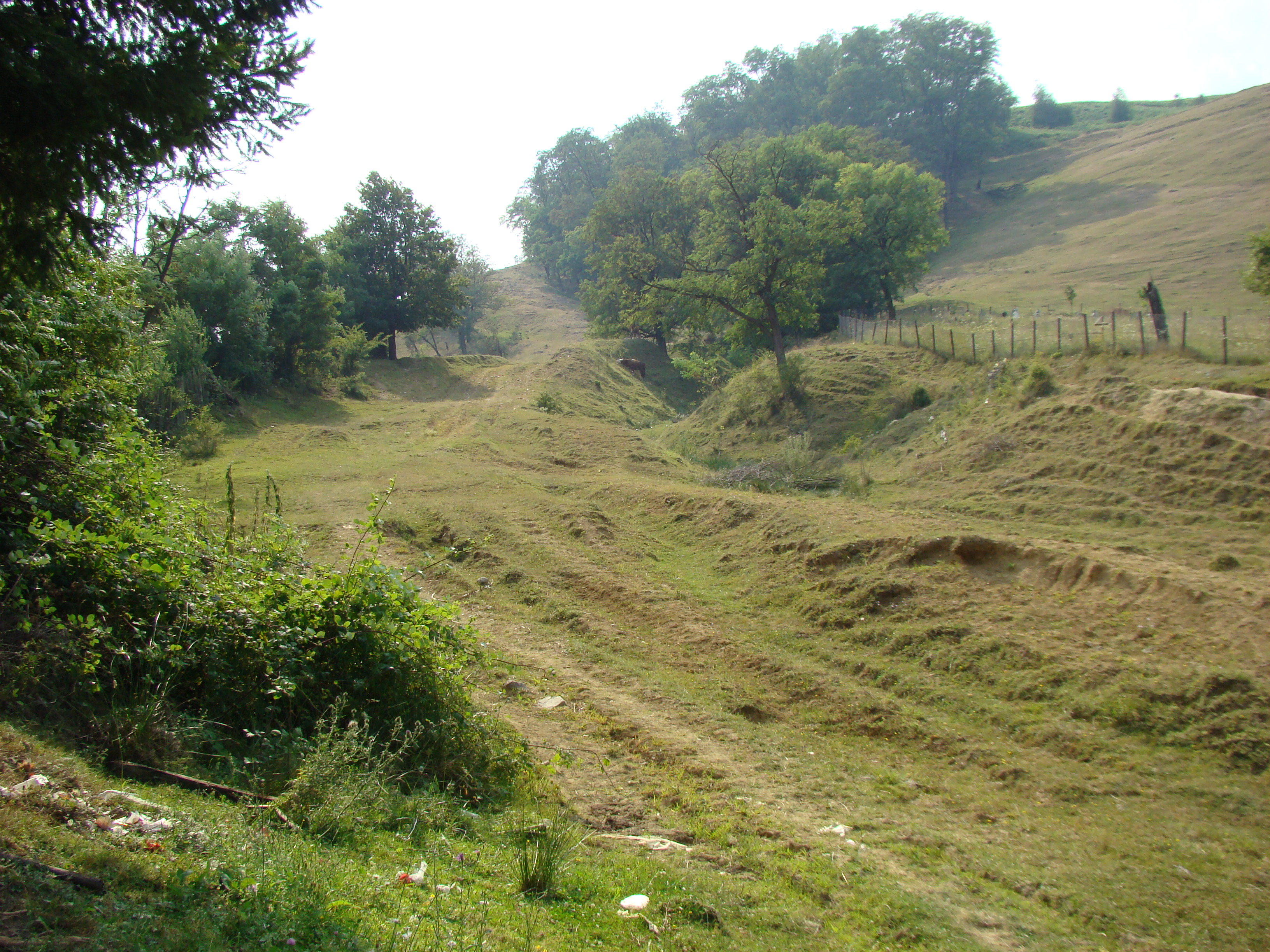
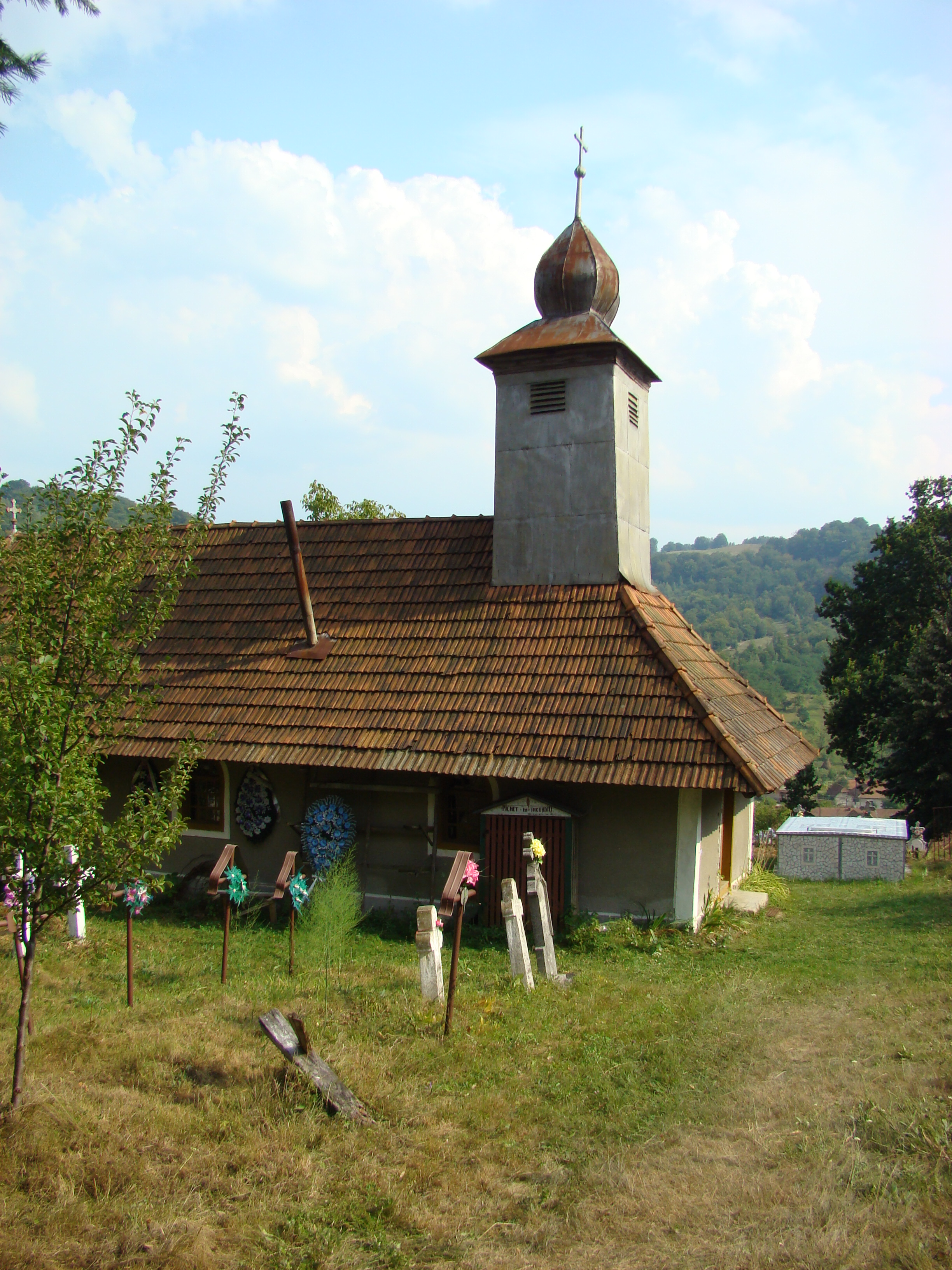
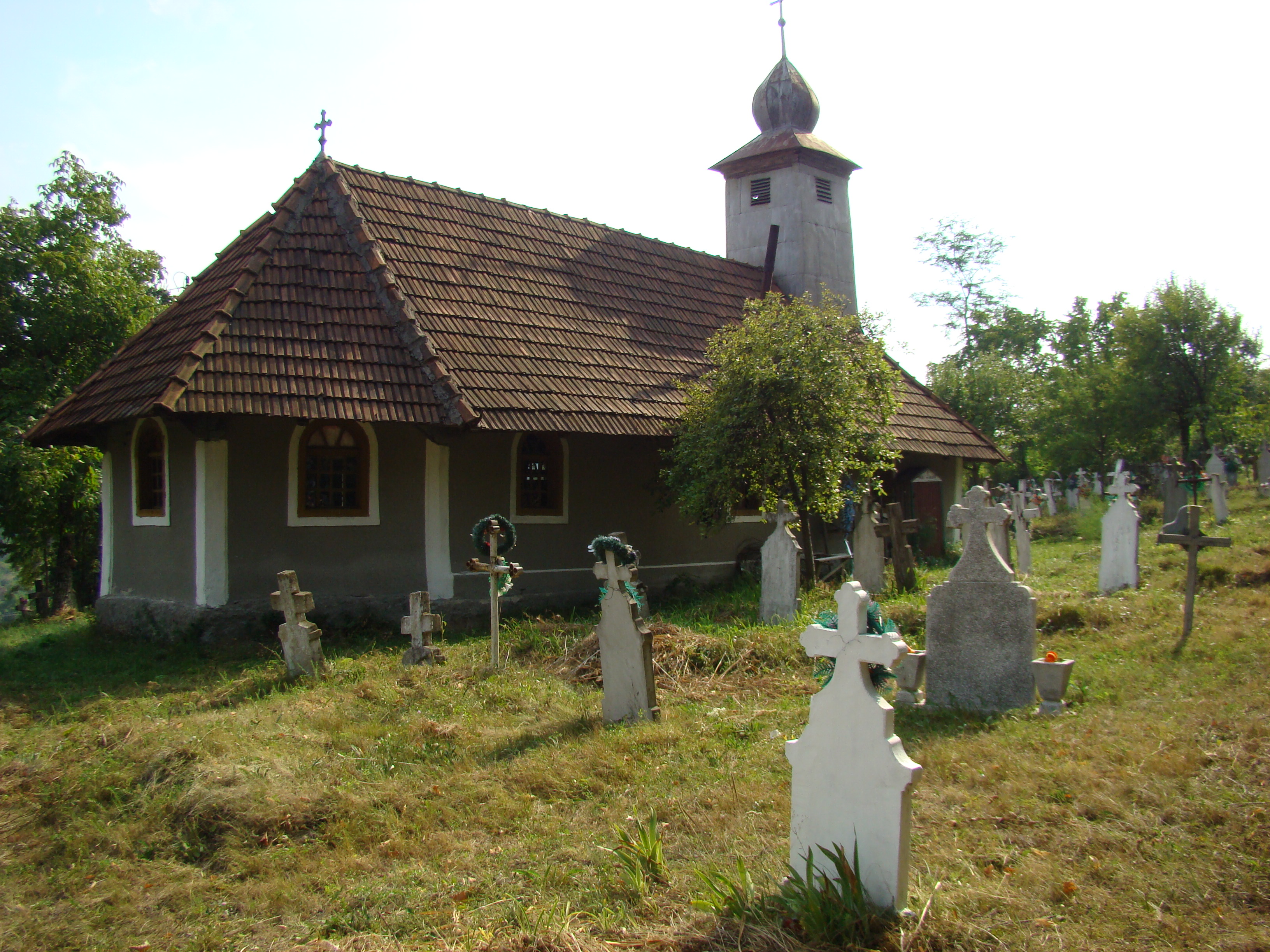
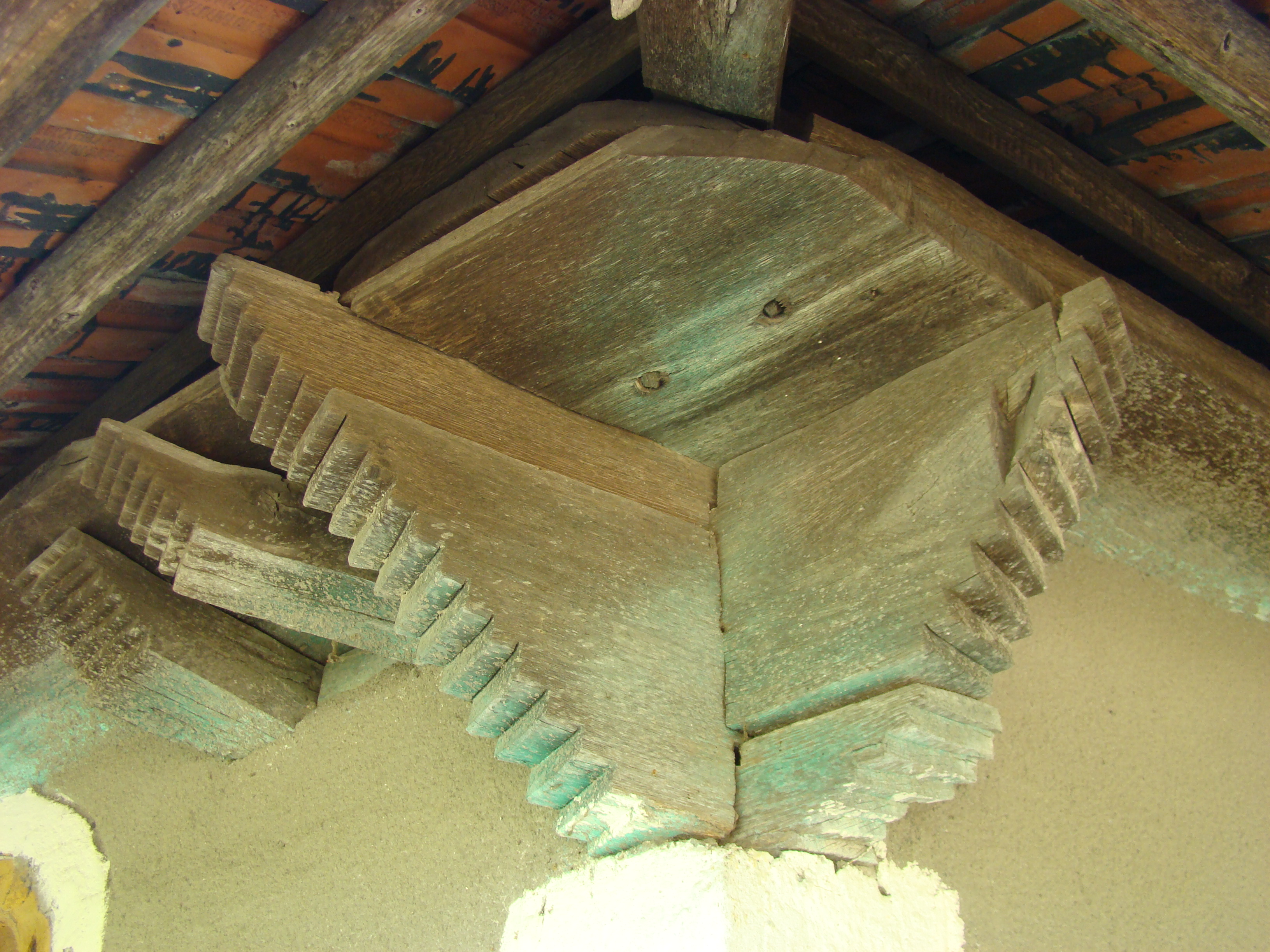
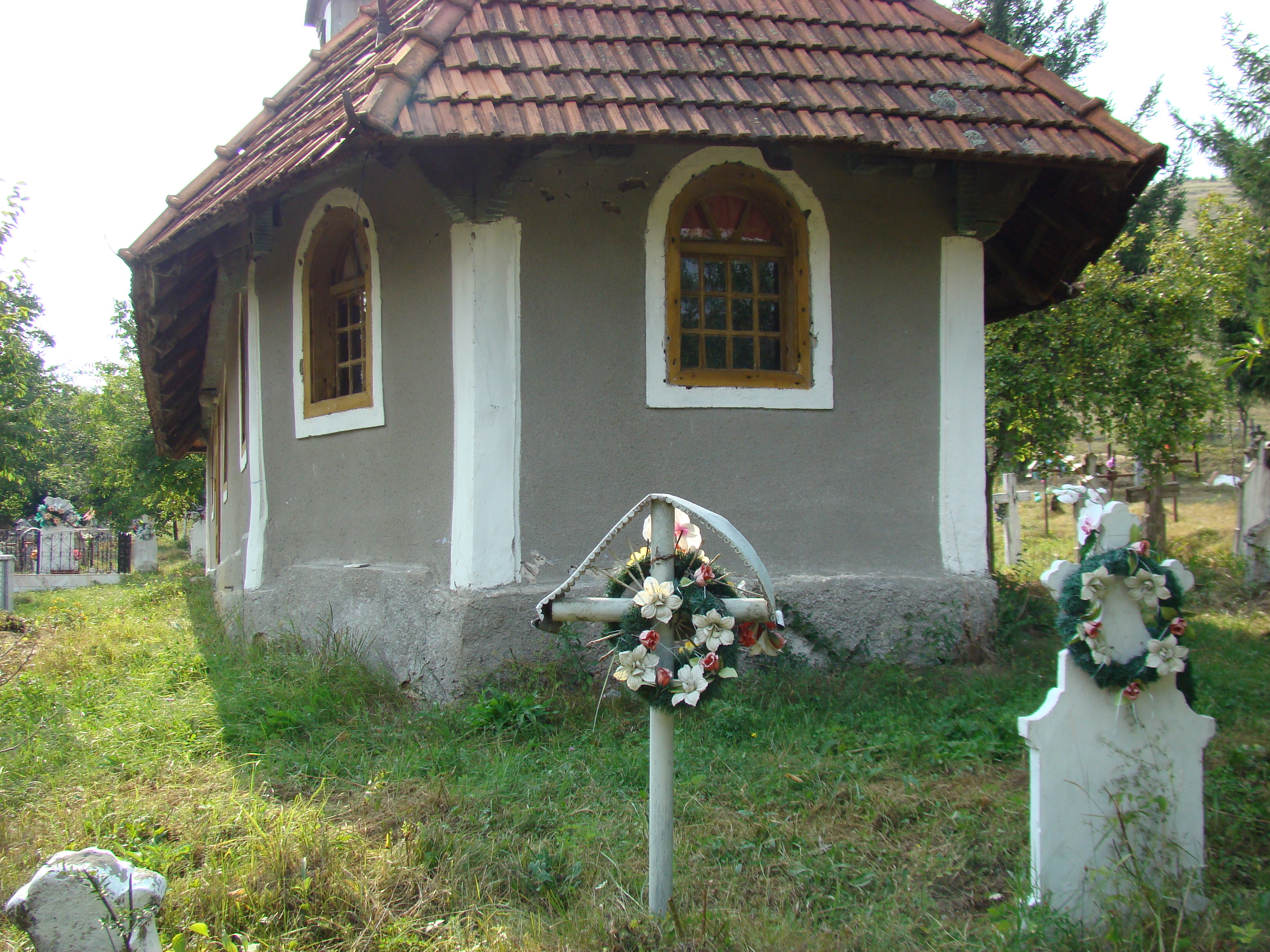
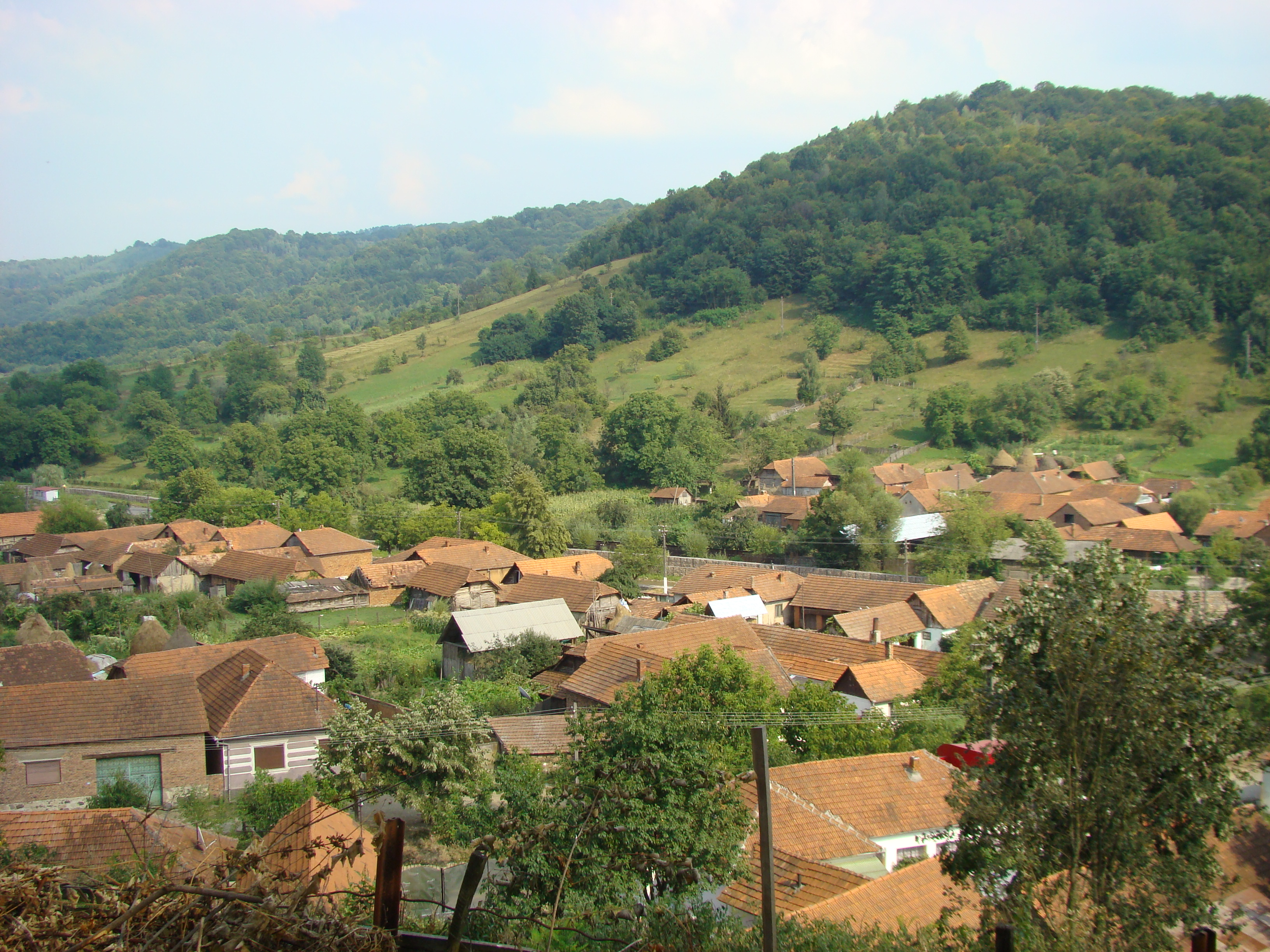
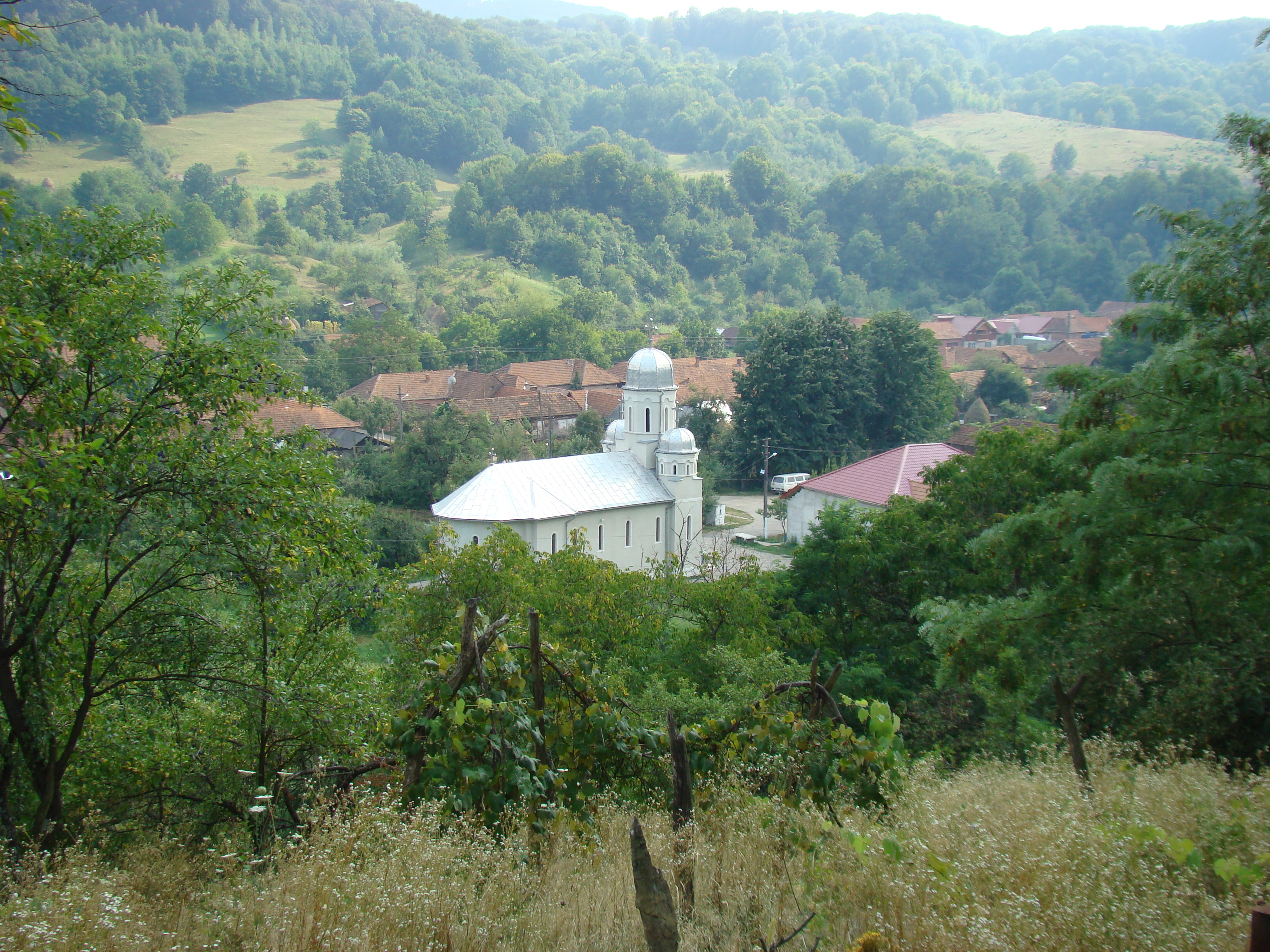
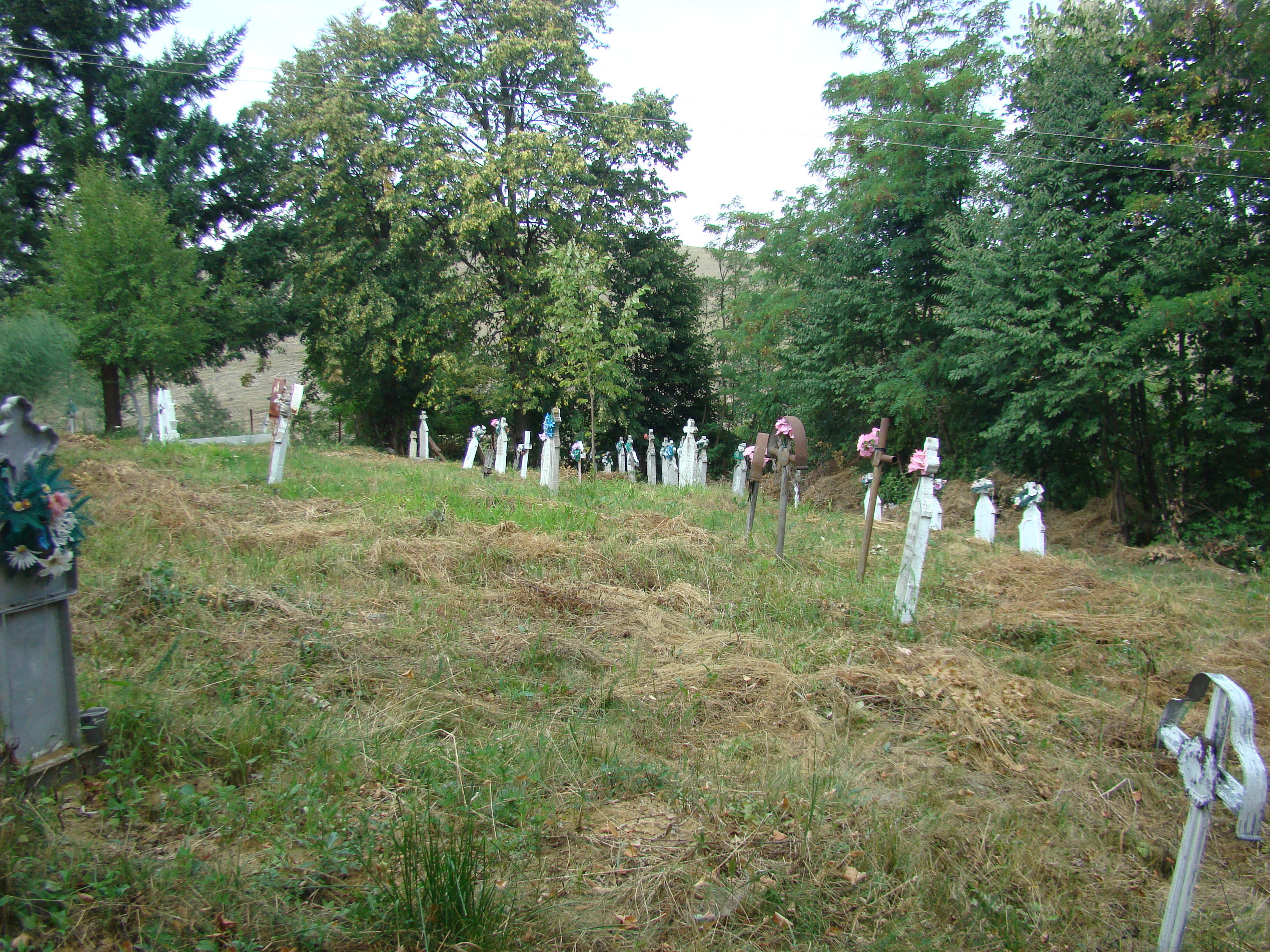
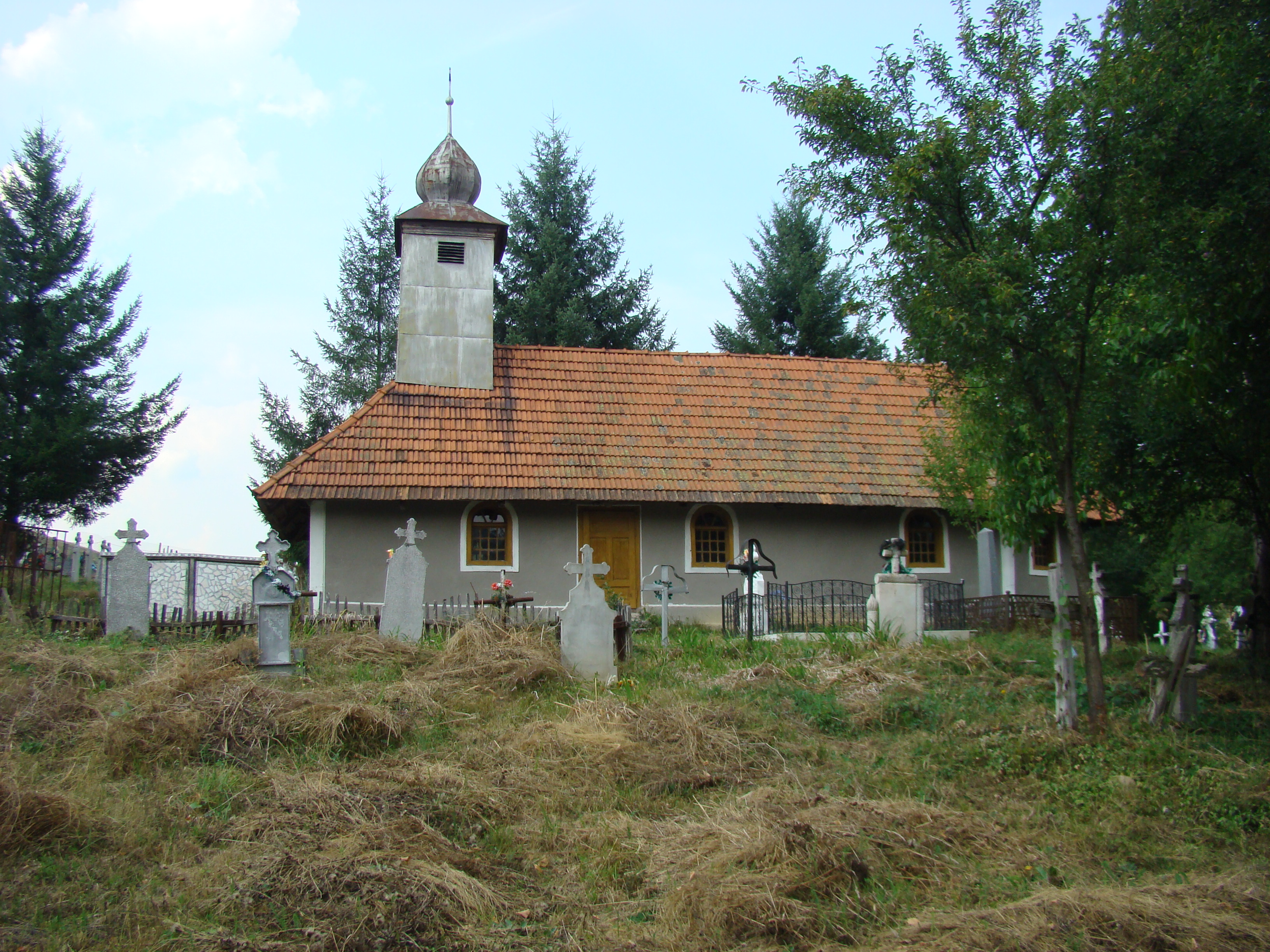
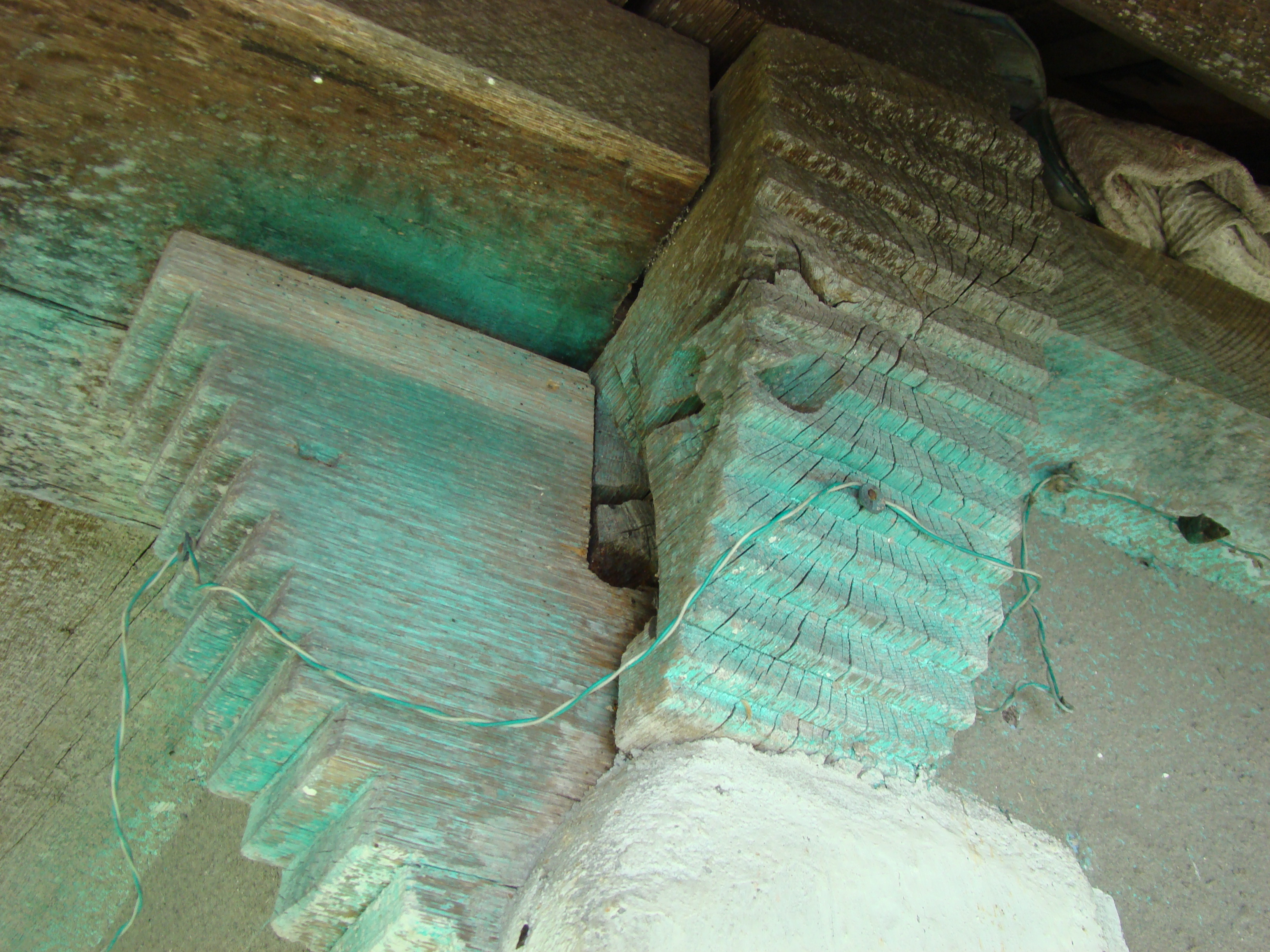
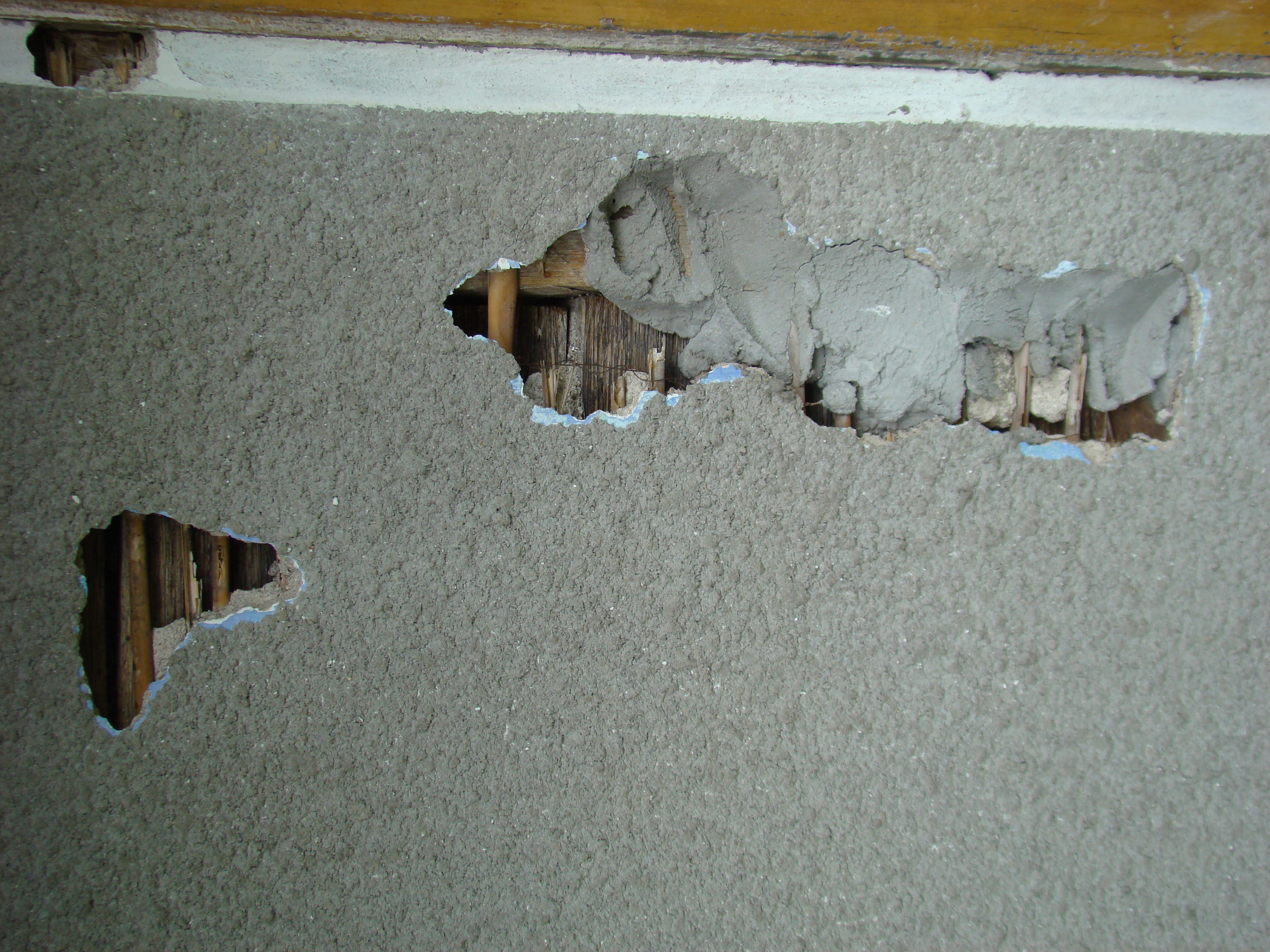
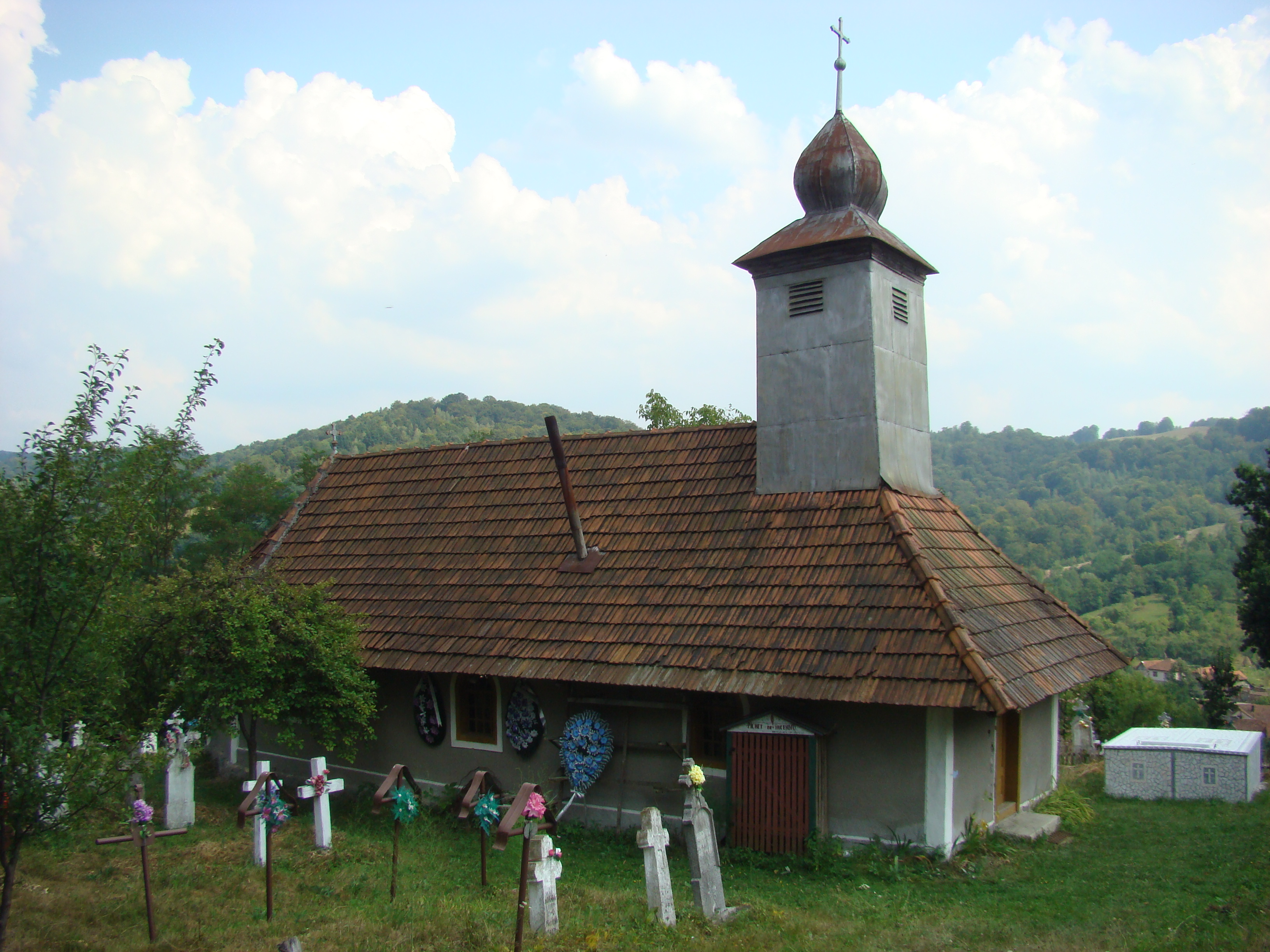
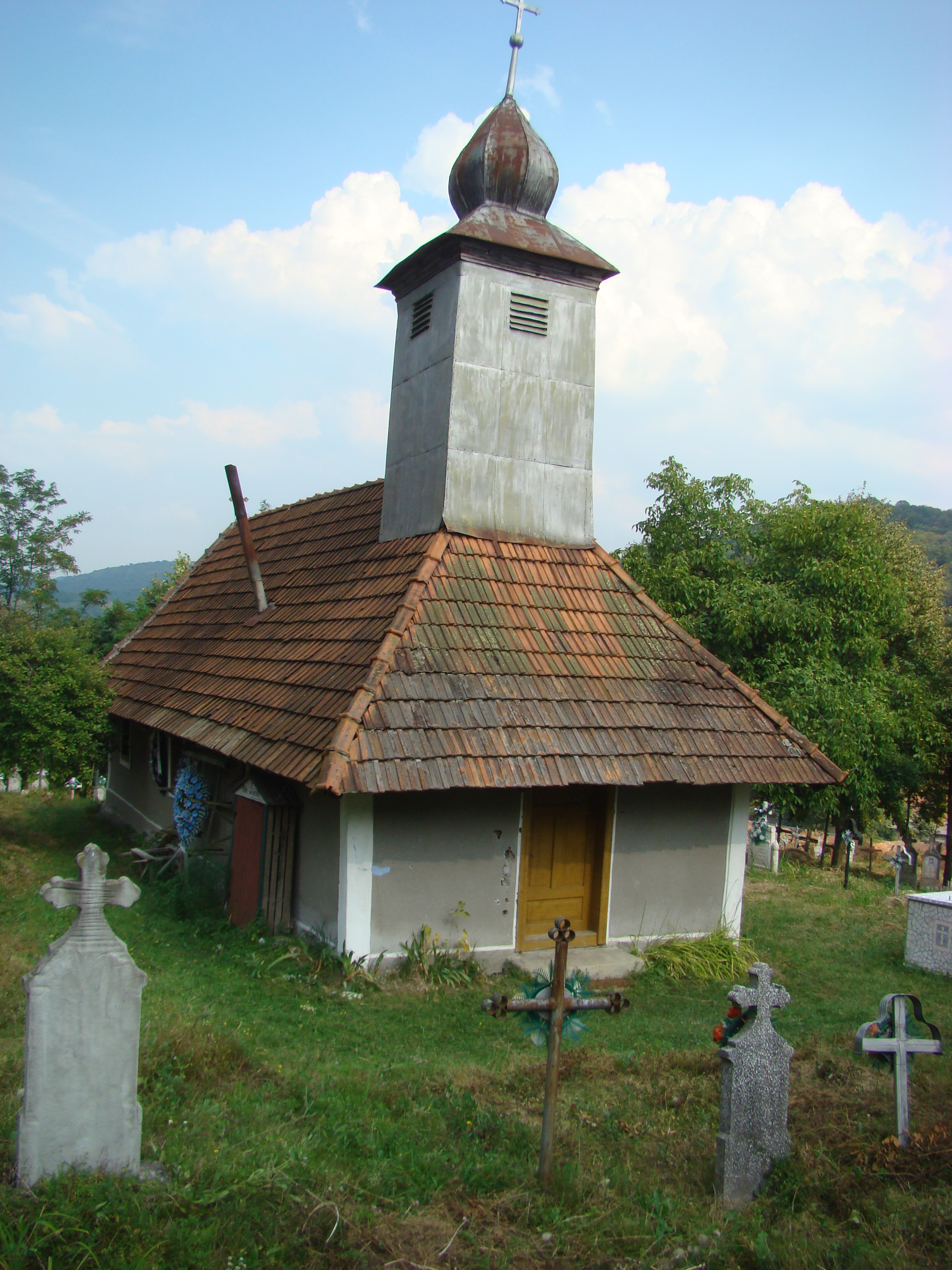